# Йоганн II (князь Ліхтенштейну)
Йоганн II Добрий (нім. Johann II. der Gute), ім'я при народженні Йоганн Марія Франц Плацідус фон унд цу Ліхтенштейн (нім. Johann Maria Franz Placidus von und zu Liechtenstein), (нар. 5 жовтня 1840 — пом. 11 лютого 1929) — 12-й князь Ліхтенштейну в 1858—1929 роках, син князя Алоїза II та графині Франциски Кінські фон Вхініц унд Теттау. Його 70-річне правління було одним із найдовших у світовій історії.
Був почесним членом Німецького археологічного інституту.

## Біографія
Йоганн народився 5 жовтня 1840 року у замку Ледніце в Моравії. Він був шостою дитиною та першим сином в родині правлячого князя Ліхтенштейну Алоїза II та його дружини Франциски Кінські фон Вхініц унд Теттау. Хлопчик мав п'ятьох старших сестер: Марію, Кароліну, Софію, Алоїзію та Іду. Згодом у нього з'явилися ще чотири молодші сестри та брат Франц.

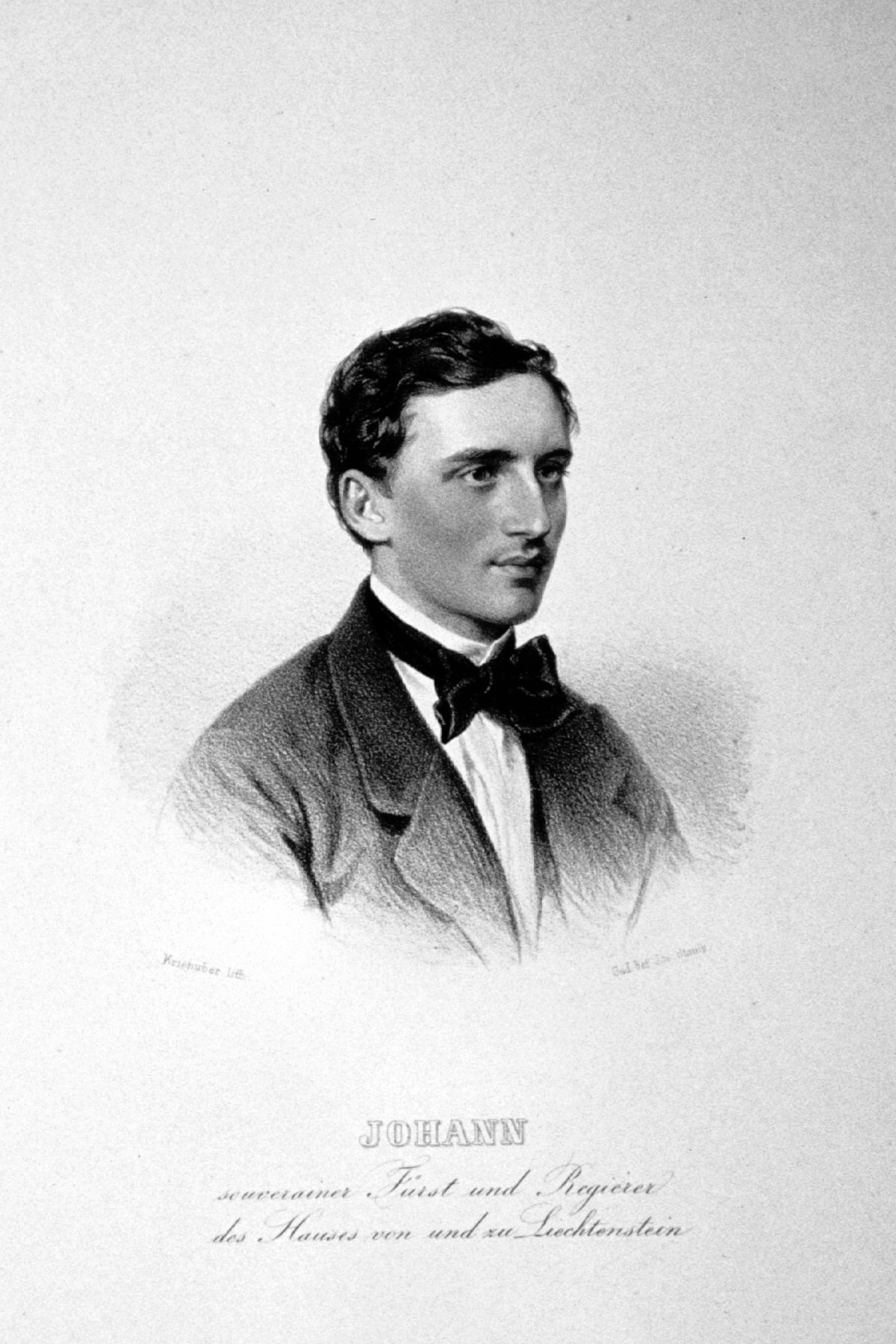
Князь Йоганн на літографії Йозефа Крігубера, близько 1860

Батько невдовзі після його народження відвідав свої ліхтенштейнські землі, ставши першим правителем країни, який там побував.
Йоганн, будучи спадкоємним принцом, не зважаючи на слабке здоров'я, отримав чудову освіту. В юності він навчався під наглядом репетитора, вивчаючи французьку, італійську, чеську та англійську мови. Згодом вивчав науки та історію мистецтв у Боннському університеті, а також знайомився із новітніми технічними дослідженнями в Карлсруе. Завершити навчання йому не довелося, оскільки батько помер якраз після його 18-річчя. Йоганн мусив перебрати на себе управління маєтками та володарювання князівством.
Наступного року він відвідав Ліхтенштейн та ввів обов'язкову освіту до 14 років для всіх дітей у князівстві.
У віці 20 років, зробивши матір регенткою, князь вирушив у подорож Європою. Там він значно розширив художню колекцію дому Ліхтенштейнів. Згодом сприяв розвитку ботаніки, археології та географії.
5 грудня 1861 у Вадуці був створений Державний Банк Ліхтенштейну, який наразі є найстарішим фінансовим інститутом в князівстві.
26 вересня 1862 року Йоганн підписав нову конституцію князівства. Згідно неї депутати до ландтагу вже не призначалися двома станами — духовенством і селянством, а обиралися виборщиками від населення. Гарантувалася певна свобода особистості та віросповідання.
Наприкінці серпня 1863 Йоганн був присутнім на зустрічі князів у Франкфурті як представник своєї країни, хоча вважався мало не патологічно сором'язливим і ніколи не відвідував громадських заходів.
Після розпаду Німецького союзу у 1866 Ліхтенштейн декларував свою незалежність, а у 1868 розпустив армію, яка на той час складалася із 88 вояків, і проголосив себе нейтральною країною.

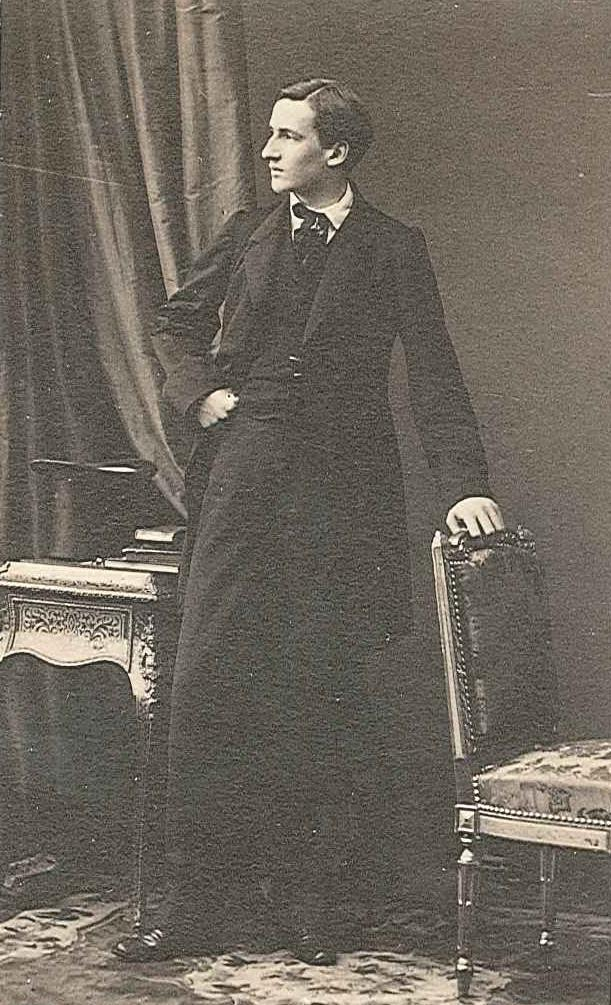
Князь Ліхтенштейн у 1870 році

Від 1869 року у Ліхтенштейні з'явився телеграф Морзе. У 1887 році до країни була проведена залізниця. У 1898 у князівстві запрацював телефон.
Між 1905 та 1920 роками було відреставровано та розширено Вадуцький замок. Сам Йоганн у ньому не жив, однак його спадкоємці в кінцевому підсумку переїхали туди у 1938-му і зробили своєю резиденцією.
Підтримував розвиток туризму в Судетських горах. У 1899 році пожертвував 2000 крон із загальної суми зборів у 10000 крон на будівництво оглядової вежі у Цвіліні біля Крнова, відкритої у 1903-му, так само спонсорував створення оглядової вежі на горі Пастирка біля Моравська-Тршебової, відкритої 19 серпня 1906-го. Був одним із тих, хто фінансував будівництво гірського притулку на південно-східному схилі Краліцького Снєжніка, надавши землю та ліс для будівництва. Перший камінь був закладений у фундамент у 1908 році, урочисте відкриття відбулося 21 липня 1912-го. Будівлю було названо на його честь.
Під час Першої світової війни дотримувався політики нейтралітету.
Після розпаду Австро-Угорської імперії та створення Чехословаччини на землях, що відділилися, почала проводитися земельна реформа щодо переділу власності. Князь Ліхтенштейн, який мав у своєму активі 1550.93 км2 землі, втратив із них близько 660 км2. Перемовини із чехословацьким урядом вів його брат Франц.
У 1922 році Йоганн створив у Ліхтенштейні ряд автобусних ліній для поліпшення місцевого громадського транспорту.
У 1919 році уклав митний союз із Австрійською республікою. У 1921 та 1923 роках підтримав угоди про поштовий та митний союз зі Швейцарією відповідно, яка взяла на себе організацію поштової та митної служби князівства, а також охорону його кордонів з Австрією. 1924 року швейцарський франк став офіційною валютою Ліхтенштейна, змінивши австрійську крону. Ці реформи сприяли пожвавленню економічного життя країни.
1921-го видав нову Конституцію, яка продовжує діяти до нашого часу із поправками 2003 року.
Протягом усього правління князь підтримував численні музеї через щедрі пожертви. Між іншими, покровительствував Музею прикладного мистецтва. Допомагав Фармакологічному інституту Віденського університету і Академії наук, почесним членом якої був від 1889 року, фінансував відомі історичні та художні історичні публікації. У соціальній і гуманітарній сферах сприяв пожертвам приватних осіб до різних благодійних та некомерційних організацій.
На власний кошт заснував кілька лікарень.
Помер у віці 88 років 11 лютого 1929-го у замку Вальтіце. Похований у новому склепі крипти дому Ліхтенштейнів у Вранові.
Престол успадкував його молодший 75-річний брат Франц, який також був не мав дітей. Спадкоємним принцом був проголошений їхній небіж Франц Йозеф.

## Приватне життя

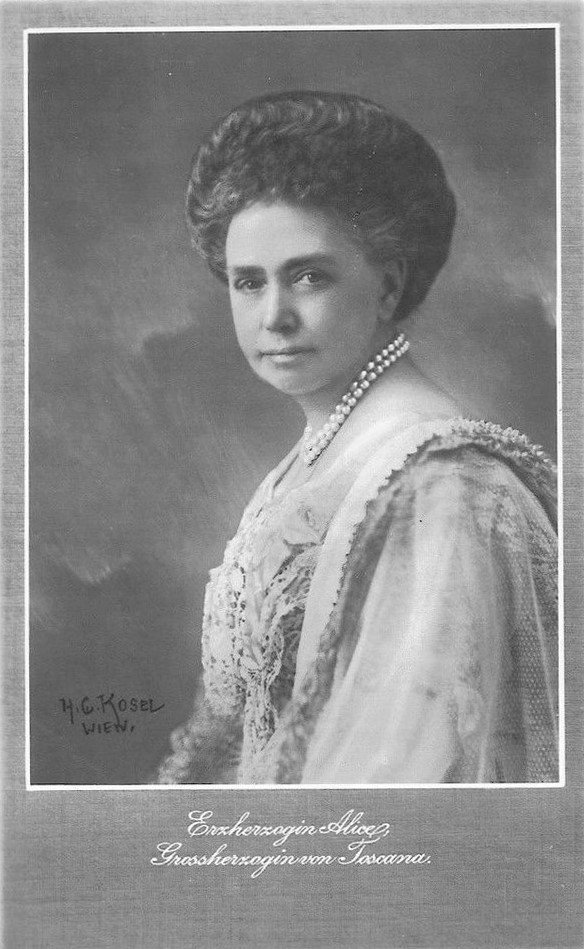
Аліса у зрілому віці

У 1857 році австрійський імператор Франц Йосиф I почав підшукувати для 17-річного спадкоємця князівства Ліхтенштейн наречену. Пошуки були припинені зі смертю князя Алоїза, однак імператор дав клятву матері Йоганна, що знайде йому дружину, і продовжив переговори з іноземними країнами.
У січні 1864 Йоганн заручився із молодшою донькою герцога Пармського Карло III Алісою Бурбон-Пармською. Дівчина була зачарована молодим князем, однак той, хоч і залюбки проводив час у її компанії, відмовився брати шлюб і розірвав заручини у грудні.
Протягом всього життя він не був одруженим і не мав коханок. Нащадків не залишив.
Вів відлюдницьке життя і не брав участі в громадських заходах.

## Нагороди
- Орден Золотого руна № 987 (Австрійська імперія) (1862);
- Великий хрест Королівського угорського ордена Святого Стефана (Угорське королівство) (1876)[11];
- Орден Святого Губерта (Баварське королівство);
- Бейліф ордену Святого Івана Єрусалимського.